# نقاب چشمی گیج‌کننده

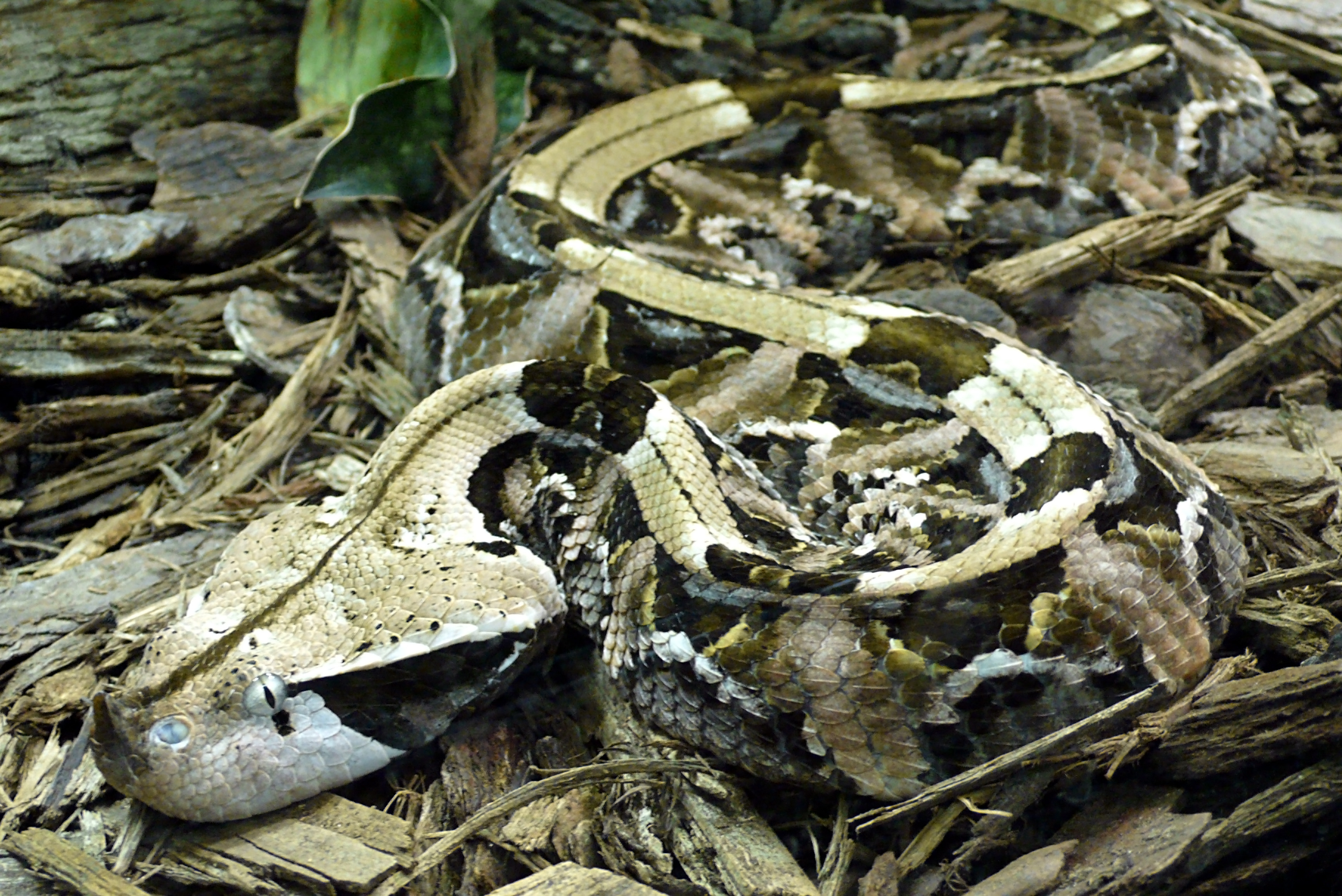
افعی گابونی، چشمش با نقابی گیج‌کننده پنهان شده‌است

نقاب‌های چشمی گیج‌کننده (به انگلیسی: Disruptive eye mask)، نشانه‌های استتاری هستند که چشم‌های جانور را از شکارچیان یا طعمه‌هایش پنهان می‌کند. آنها توسط جانور طعمه به کار می‌رود تا از دیده شدن توسط شکارچیان جلوگیری کند و به شکارچیان کمک می‌کند تا به طعمه نزدیک شوند. چشم شکل متمایز و رنگ تیره‌ای دارد که به دلیل کارکرد آن تعیین می‌شود و در سر آسیب‌پذیر قرار می‌گیرد و آن را به یک هدف طبیعی برای شکارچیان تبدیل می‌کند. می‌توان آن را با یک الگوی مخرب مناسب استتار کرد که به گونه‌ای استتار می‌شود که به سمت بالا یا از داخل چشم می‌رود، و گاهی یک خط‌چشم استتاری (camouflage eyestripe) ایجاد می‌کند. این توهم در برخی جانوران با یک چشم دروغین یا سر دروغین در جای دیگری از بدن، به شکل خودتقلیدی کامل می‌شود.
نقاب‌های چشمی گیج‌کننده در انواع جانوران، یعنی هم بی‌مهرگان مانند ملخ‌ها و هم مهره‌داران مانند ماهیان، قورباغه‌ها، پرندگان و مارها دیده می‌شود.
نقاب‌های چشمی نخستین بار توسط هنرمند آمریکایی ابوت هاندرسون تایر در سال ۱۹۰۹ مورد توجه قرار گرفت و توسط جانورشناس هیو کات در سال ۱۹۴۰ به‌طور گسترده مورد تجزیه و تحلیل قرار گرفت. با این حال، در سال ۲۰۰۵، تیم کارو، جانورشناس تکاملی، هنوز می‌توانست ببیند که این فرض که نقاب‌های چشمی به عنوان استتار عمل می‌کنند، به‌طور علمی آزمایش نشده‌است.